# Дум-Дум (Индия)
Дум-Дум (бенг. দমদম) — город и муниципалитет в округе Северные 24 Парганы в индийском штате Западная Бенгалия. Это часть территории, контролируемой Управлением городского развития Калькутты (KMDA), и жизненно важный район в столичном регионе Калькутты. В городе расположен оружейный завод, на котором производились экспансивные пули Дум-Дум.

## География
Граничит с муниципалитетами Южный Дум Дум (403 316 жителей), Северный Дум Дум (251 142 жителей) и Бидханнагар.

## История
В 1783 году на территории города возник Кантонмент.

## Население
По состоянию на 2021 год население города составляло 149 000 человек.

## Экономика
Оружейный завод, инженерная компания и студия звукозаписи.

## Транспорт
Станция «Кантонмент Дум-Дум» Калькуттского метро.